# Kruse
Kruse este un sat din municipiul Podgorica, Muntenegru. Conform datelor de la recensământul din 2003, localitatea are 63 de locuitori (la recensământul din 1991 erau 69 de locuitori).

## Demografie
În satul Kruse locuiesc 56 de persoane adulte, iar vârsta medie a populației este de 46,4 de ani (44,3 la bărbați și 49,1 la femei). În localitate sunt 17 gospodării, iar numărul mediu de membri în gospodărie este de 3,71.
|  |

| Demografie | Demografie | Demografie |
| An         | Locuitori  | Locuitori  |
| ---------- | ---------- | ---------- |
|            |            |            |
|            |            |            |
|            |            |            |
|            |            |            |
| 1948       | 247        |            |
| 1953       | 225        |            |
| 1961       | 200        |            |
| 1971       | 158        |            |
| 1981       | 116        |            |
| 1991       | 69         | 69         |
| 2003       | 63         | 63         |

| \| Componența etnică conform recensământului din 2003[2] \| Componența etnică conform recensământului din 2003[2] \| Componența etnică conform recensământului din 2003[2] \| Componența etnică conform recensământului din 2003[2] \| Componența etnică conform recensământului din 2003[2] \| \| ----------------------------------------------------- \| ----------------------------------------------------- \| ----------------------------------------------------- \| ----------------------------------------------------- \| ----------------------------------------------------- \| \| \| \| \| \| \| \| Muntenegreni \| Muntenegreni \| \| 53 \| 84,12% \| \| Sârbi \| Sârbi \| \| 8 \| 12,69% \| \| Croați \| Croați \| \| 1 \| 1,58% \| \| necunoscută \| necunoscută \| \| 1 \| 1,58% \| |              |  |    |        |
| Componența etnică conform recensământului din 2003 |              |  |    |        |
| |              |  |    |        |
| Muntenegreni | Muntenegreni |  | 53 | 84,12% |
| Sârbi | Sârbi        |  | 8  | 12,69% |
| Croați | Croați       |  | 1  | 1,58%  |
| necunoscută | necunoscută  |  | 1  | 1,58%  |